# Felix Martin Oberländer

Felix Martin Oberländer (1875)

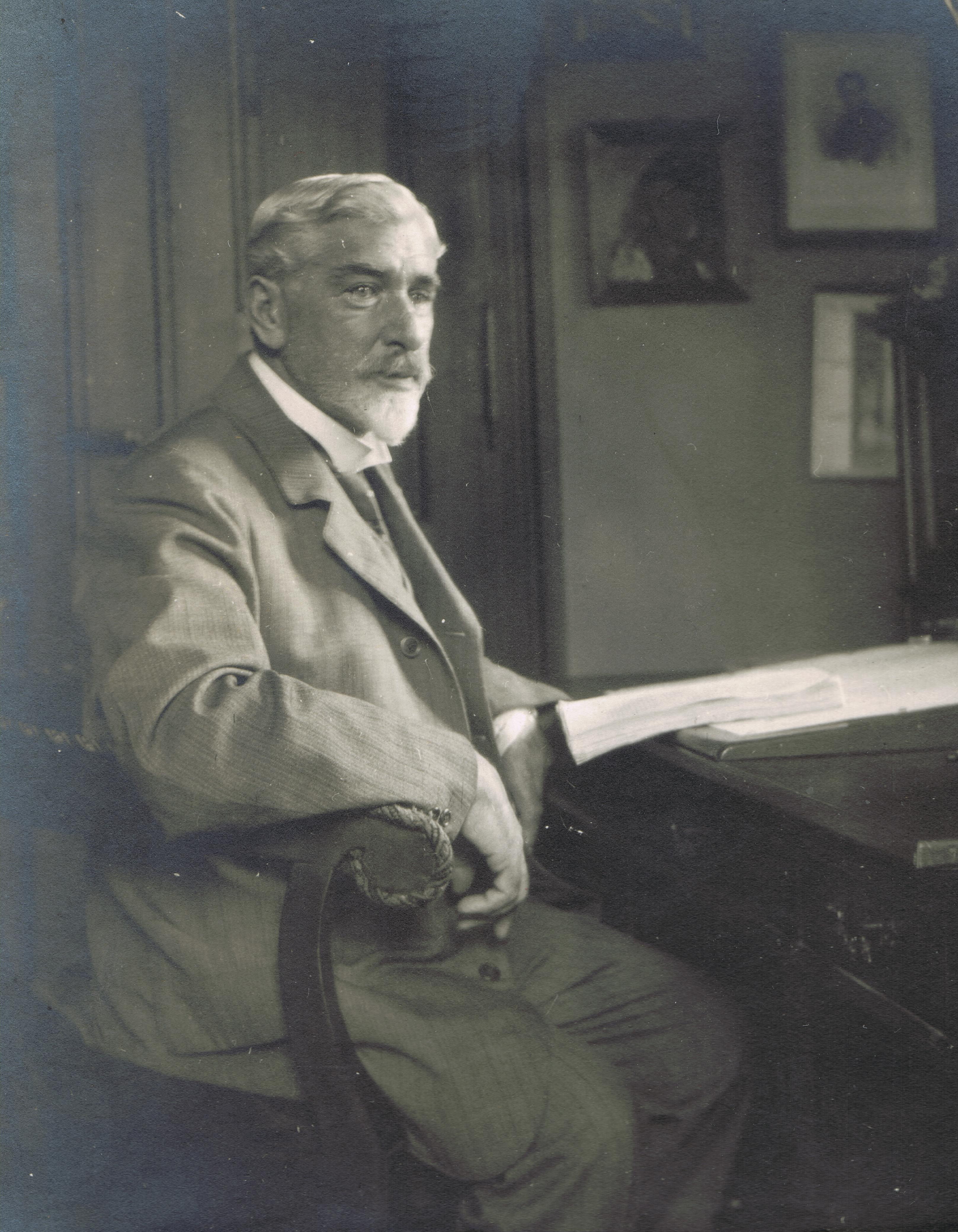
Felix Martin Oberländer

Felix Martin Oberländer (* 8. Januar 1851 in Dresden; † 2. Oktober 1915 ebenda, auch Felix Martin Oberlaender) war ein deutscher Mediziner. Er gilt als Begründer der modernen Urologie, vor allem in den Gebieten Infektiologie und Endoskopie.

## Leben

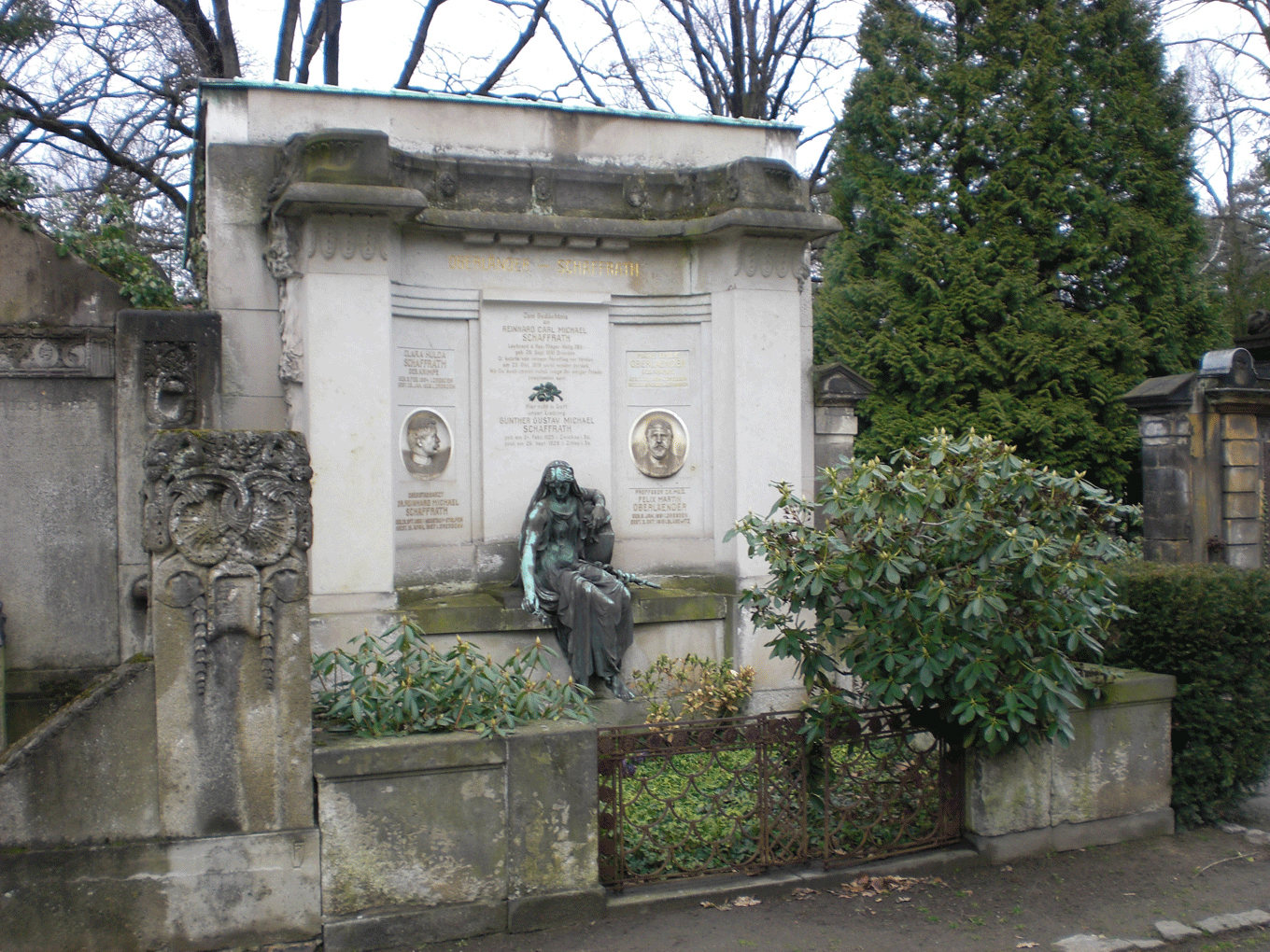
Grab von Felix Martin Oberländer auf dem Johannisfriedhof in Dresden-Tolkewitz mit Figur von Richard König.

Oberländer wurde in Dresden als Sohn eines hohen Regierungsangestellten geboren. Sein Vater Martin Gotthard Oberländer war 1848–1849 für ein knappes Jahr Innenminister im „Märzkabinett“ unter Karl Alexander Hermann Braun und später weiterhin im Innenministerium tätig. Seine schulische Ausbildung absolvierte er überwiegend an der Dresdner Kreuzschule, wo er 1870 das Abitur ablegte.
Oberländer begann das Studium der Humanmedizin im Sommersemester 1870 an der Universität Leipzig. Dort gehörte er der Leipziger Burschenschaft Dresdensia an. Nach dem Physikum setzte er sein Studium an der Universität Greifswald fort. Dort gehörte er der Greifswalder Burschenschaft Rugia an. 1874 wurde er nach Bestehen der ersten medizinischen Staatsprüfung an der Universität Greifswald mit der Dissertation Ein Fall von Cysticercus cellulosae im Mesenterium des Menschen zum Dr. med. promoviert. Seine Studien setzte er in den Jahren 1874–1876 möglicherweise in Halle, München, Wien und Paris fort. Nach Ablegung der zweiten Staatsprüfung war er von 1875 bis 1878 bei Franz von Winckel und Julius Otto Martini (1829–1909) – zeitweise zusammen mit Maximilian Nitze – Assistent am Stadtkrankenhaus in Dresden-Friedrichstadt. Anschließend ließ er sich als Urologe nieder und eröffnete eine Privatklinik in Dresden. Oberländer galt als Meister der Blasen- und Harnleiterspieglung. Später wurde er zum Professor an der Chirurgisch-Medizinischen Akademie zu Dresden ernannt und war Ehrendoktor mehrerer Universitäten sowie Mitherausgeber des Centralblatts für Physiologie und Pathologie der Krankheiten des Harn- und Sexualapparates und der Zeitschrift für Urologie. Oberländer hatte großen Anteil an der Emanzipation der Urologie von der Dermatologie. 1906 leitete er als Alterspräsident die Gründung der Deutschen Gesellschaft für Urologie. Neben seinem Beruf war er auch als Botaniker und Kunstsammler bekannt.
Oberländer wurde im Familiengrab auf dem Johannisfriedhof in Dresden-Tolkewitz beerdigt, für welches der Bildhauer Richard König eine Grabfigur geschaffen hatte.

## Felix Martin Oberländer-Preis
Die Deutsche Gesellschaft für Urologie verleiht jährlich den Felix Martin Oberländer-Preis. Der Oberländer-Preis ist eine der wichtigsten Auszeichnungen auf dem Gebiet der Urologie in Deutschland.

## Veröffentlichungen (Auswahl)
- Zur Kenntnis der nervösen Erkrankungen am Harnapparat des Mannes. Leipzig 1886.
- Ueber die praktische Bedeutung des Gonococcus. Fischer, Berlin 1888.
- Internationales Centralblatt für die Physiologie und Pathologie der Harn- und Sexualorgane. Ausgaben 4–6, 15–17: von F. M. Oberlaender;: L. Voss, Hamburg/Leipzig 1890–1906.
- Lehrbuch der Urethroskopie. Thieme, Leipzig 1893.
- als Koautor: Klinisches Handbuch der Harn- und Sexualorgane. Vogel, Leipzig 1894.
- mit Arthur Kollmann: Die chronische Gonorrhoe der männlichen Harnröhre und deren Komplikationen. Leipzig 1901/1905. (2. Auflage 1910).